# Andreas Vogel (Geophysiker)
Andreas Vogel (* 6. Juni 1929 in Boppard) ist ein deutscher Geophysiker.
Vogel wurde 1957 bei W. Hiller an der Universität Stuttgart (damals Technische Hochschule) promoviert (Über Unregelmäßigkeiten der äußeren Begrenzung des Erdkerns (auf Grund von am Erdkern reflektierten Erdbebenwellen)) und nochmals 1964 an der Universität Uppsala (Über die kombinierte Interpretation gravimetrischer und magnetiometrischer Störungsfelder). Er war Leiter des Instituts der Physik der festen Erde in Uppsala und war danach Professor an der FU Berlin, wo er die Abteilung Mathematische Geophysik leitete.
In Uppsala gehörte er in den 1970er Jahren dem internationalen Forschungsnetzwerk Blue Road an, dass die Geodynamik in Nordeuropa untersuchte.
In Vogels Dissertation von 1957 und einem Aufsatz von 1960 schloss er auf Unregelmäßigkeiten in der Grenze von Erdkern zum Erdmantel. Die Theorie, die sich damals nicht durchsetzen konnte, wurde durch seismische Tomographie am Caltech in den 1980er Jahren bestätigt (Don L. Anderson, Robert N. Clayton, Olafur Gudmundsson). Vogel hatte in den 1950er Jahren aus wenigen hundert Erdbebendaten auf eine 10 km hohe Ausbeulung (Bump) der Erdkerngrenze unter Alaska geschlossen.
1980 gab er bei Vieweg Alfred Wegeners Werk über die Kontinentalverschiebung neu heraus.
Vogel gab mehrere Konferenzberichte über Modelloptimierung in seismischer Exploration, seismische Datenverarbeitung und Inversionsmethoden, Erdbebenvorhersage und geophysikalische Anwendungen in der Archäologie heraus.

## Schriften
- Struktur und Dynamik an der Kern-Mantelgrenze, Physik in unserer Zeit, Band 23, 1992, Heft 3
- Über Unregelmäßigkeiten der äußeren Begrenzung des Erdkerns aufgrund vom am Erdkern reflektierten Erdbebenwellen, Gerlands Beiträge Geophys., Band 69, 1960, S. 150–174